# 발도르프 (라인란트팔츠주)

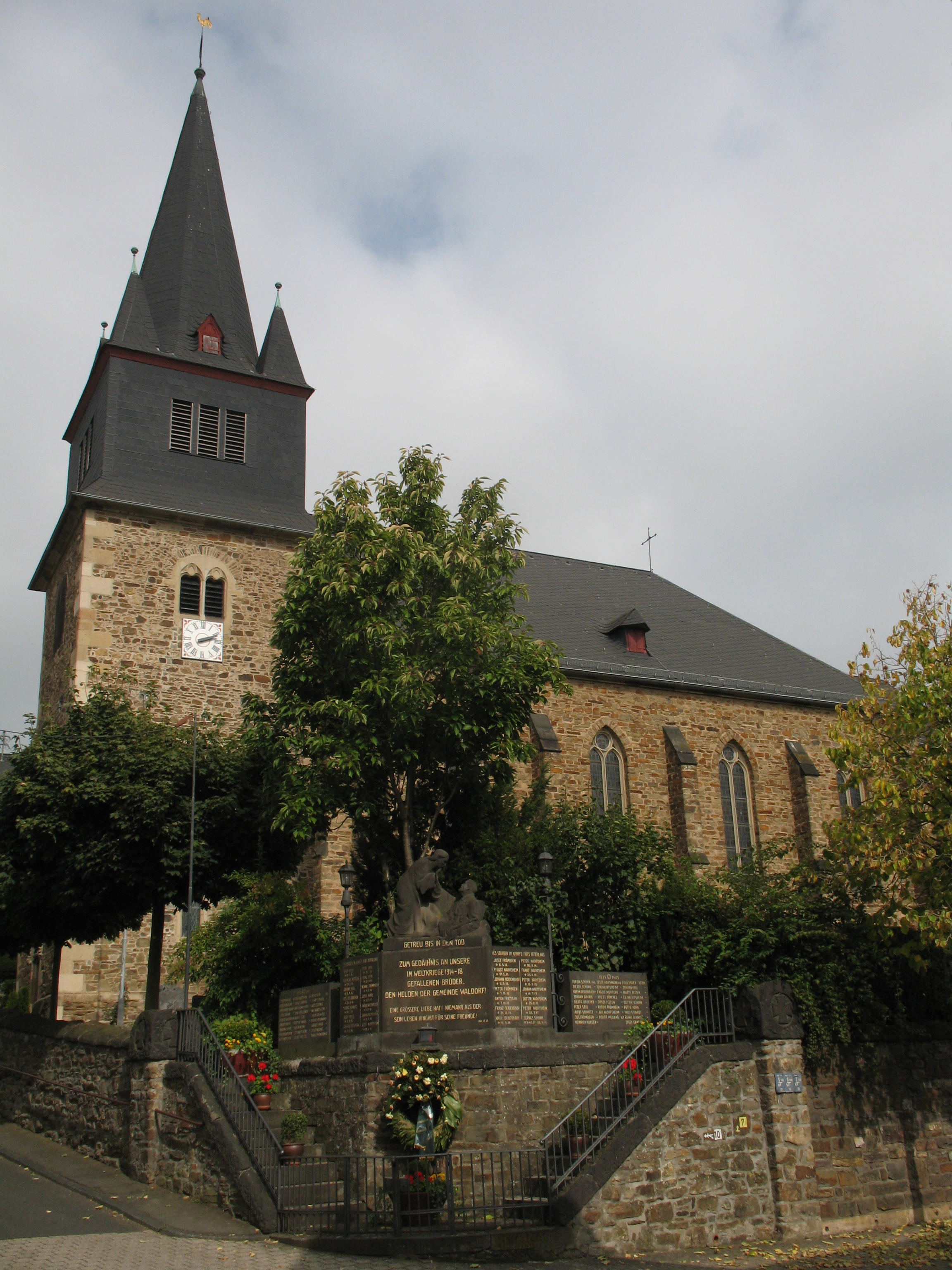
교회

발도르프(Waldorf)는 독일 라인란트팔츠주의 도시이다.

## 인구
거주 인구 수의 변화는 다음과 같다.
| - 1815 – 622 - 1835 – 742 - 1871 – 717 - 1905 – 712 - 1939 – 606 - 1950 – 633 | - 1961 – 660 - 1965 – 663 - 1970 – 684 - 1975 – 724 - 1980 – 757 - 1985 – 727 | - 1987 – 778 - 1990 – 798 - 1995 – 839 - 2000 – 893 - 2005 – 926 |

 Source of data: Statistisches Landesamt Rheinland-Pfalz